# Ophisops microlepis
Espèce
Statut de conservation UICN

 LC  : Préoccupation mineure
Ophisops microlepis est une espèce de sauriens de la famille des Lacertidae.

## Répartition
Cette espèce est endémique d'Inde. Elle se rencontre au Gujarat, au Rajasthan, au Madhya Pradesh et au Bihar.
Sa présence est incertaine au Bangladesh.

## Publication originale
- Blanford, 1870 : Notes on some Reptilia and Amphibia from Central India. Journal of the Asiatic Society of Bengal, vol. 39, p. 335-376 (texte intégral).